# Pat Condell
Pat Condell (Irlande, 23 novembre 1949) est un humoriste et pamphlétaire britannique d'origine irlandaise. Athée militant, il a acquis une  certaine célébrité dans les années 2007-2009 par la diffusion via Internet (en particulier YouTube) de monologues critiquant les religions et principalement l'islam. Il y défend souvent les positions d'Israël. 